# Leon Szwed
Leon Szwed (ur. 1 stycznia 1918 w Smoleńsku, zm. 5 czerwca 2003) – polski poeta, prozaik, autor utworów dla dzieci.
W dwudziestoleciu międzywojennym mieszkał na Litwie, później studiował na Wydziale Humanistycznym Uniwersytetu Wileńskiego. Od 1945 mieszkał we Wrocławiu. W latach 1948–1958 był redaktorem Polskiego Radia. Debiutował jako poeta na łamach miesięcznika "Twórczość" w 1959. W latach 1958–1961 przebywał w USA.

## Twórczość
- Ogród spadających masek
- Eksplozje i wyznania
- Horyzonty barbarzyńskie
- Na razie nigdy
- Wysokie oko
- Głosy ze źródła
- Punkt zerowy
- Kody
- Przemiany i znaki